# Oxyopes caboverdensis
Oxyopes caboverdensis là một loài nhện trong họ Oxyopidae.
Loài này thuộc chi Oxyopes. Oxyopes caboverdensis được miêu tả năm 1994 bởi Joachim Schmidt & Otto Krause.